# Bittacus capensis
Bittacus capensis är en näbbsländeart som först beskrevs av Carl Peter Thunberg 1784.  Bittacus capensis ingår i släktet Bittacus och familjen styltsländor. Inga underarter finns listade i Catalogue of Life.